# Epitherina
Epitherina is een geslacht van vlinders van de familie spanners (Geometridae), uit de onderfamilie Ennominae.

## Soorten
- E. bahmana Wiltshire, 1943
- E. ghirshmani Wiltshire, 1944
- E. rhodopoleos Wehrli, 1938